# Teletandem
Teletandem  é um modelo de Telecolaboração  ou de Intercâmbio Virtual (Virtual Exchange) , ou seja, uma abordagem pedagógica que usa tecnologias para permitir a comunicação e interação entre pessoas que se encontram geograficamente separadas. De maneira específica, o teletandem é um contexto de ensino-aprendizagem de línguas estrangeiras em que dois falantes nativos (ou proficientes) de línguas diferentes se encontram virtualmente por meio de tecnologias VOIP (Skype ou Zoom, por exemplo) para que possam aprender a língua um do outro. O processo de ensino-aprendizagem nesse contexto é norteado por três princípios:  
1. autonomia (cada participante é responsável pela própria aprendizagem),
2. reciprocidade (cada participante é responsável por apoiar a aprendizagem de seu parceiro), e
3. separação de línguas ou bilinguismo (cada língua deve ter seu momento de prática).

Além desses princípios, o papel do professor-mediador é de fundamental importância, uma vez que ele acompanha e oferece apoio pedagógico aos aprendizes durante a prática de teletandem.  

## História
A proposta pedagógica de colocar dois falantes de línguas diferentes para se ajudarem mutuamente se originou em universidades da Europa, na década de 1960, e se denominava tandem, em referência à bicicleta de dois assentos que se move a partir da colaboração dos ciclistas. Nesse primeiro momento, a prática de tandem era realizada face-a-face, ou seja, os parceiros se encontravam presencialmente para praticarem a língua e aprenderem sobre a cultura um do outro. A partir do surgimento e popularização das tecnologias de informação e comunicação, muitas parcerias foram estabelecidas por e-mail, e essa prática passou a ser chamada de e-tandem (ou distance tandem). No contexto brasileiro, com o uso de tecnologias que permitem a comunicação por áudio e vídeo, a prática foi cunhada de teletandem e ganhou força a partir de 2006, quando teve início o Projeto Temático FAPESP Teletandem Brasil: Línguas Estrangeiras para Todos., liderado pelo Prof. Dr. João Antônio Telles, da UNESP. 
A prática de teletandem pode ocorrer em diferentes modalidades, ou formas de implementação, de acordo com as características de cada contexto : 
- teletandem institucional não-integrado: os dois membros da dupla têm vínculo institucional (são alunos de universidades parceiras), mas a prática não está vinculada a nenhum curso ou disciplina;
- teletandem institucional semi-integrado: a prática de teletandem está vinculada a curso ou disciplina para apenas um dos membros da dupla;
- Teletandem institucional integrado: a prática de teleandem está vinculada a curso ou disciplina para os dois membros da dupla.

A implementação do teletandem na modalidade integrada ou semi-integrada envolve o pareamento de grupos de alunos que se encontram semanalmente no mesmo horário (considerando-se o fuso horário) e realizam as sessões orais em laboratórios disponibilizados pelas respectivas universidades. O professor-mediador pode ser o próprio professor da disciplina em que o teletandem está integrado. Em casos em que a prática é semi-integrada, há sempre um professor-mediador que se disponibiliza a organizar e acompanhar os grupos. Além do professor, estudantes de graduação e pós-graduação, voluntários ou com diferentes modalidades de bolsa, também realizam o acompanhamento das turmas do teletandem. Isso assegura que nos dois lados da parceria os alunos participantes recebam apoio pedagógico. 

## Tecnologias utilizadas e tarefas envolvidas
A prática de teletandem envolve o uso de ferramentas de comunicação oral síncrona, como Skype e Zoom para a comunicação entre os pares de aprendizes. Além disso, outros recursos tecnológicos podem ser utilizados, de acordo com a proposta de implementação, tais como Moodle ou Google Drive para compartilhamento de documentos entre o professor-mediador e os alunos, ou entre os parceiros de teletandem.

## Terminologia
Existem diferentes projetos telecolaborativos realizados em universidades ao redor do mundo. No caso do teletandem, a telecolaboração envolve sempre dois falantes de línguas-culturas diferentes, interessados em aprender a língua um do outro. Em outros projetos, a telecolaboração envolve participantes de diferentes lugares do mundo utilizando as respectivas línguas maternas, pressupondo-se intercompreensão linguística, ou  utilizando apenas uma língua (i.e. inglês como língua franca). Além disso, há projetos em que o conteúdo a ser ensinado-aprendido não é prioritariamente língua estrangeira, mas temas relacionados a administração, engenharia, artes, literatura, etc. Em virtude da multiplicidade de enfoques, observa-se uma variedade de denominações para esse tipo de proposta pedagógica. Na Europa, os termos Telecollaboration (Telecolaboração) e, mais recentemente, VE - Virtual Exchange  (Intercâmbio Virtual) são mais comumente empregados para designar o trabalho virtual e colaborativo realizado por grupos de alunos de países diferentes com o apoio de um professor. Nos Estados Unidos da América, predominam os termos COIL - Collaborative Online Intercultural Learning (Aprendizagem Colaborativa Online Intercultural) e GLE- Global Learning Experience (Experiência de Aprendizagem Global) (4).  